# Benjamin Thuresson
Benjamin Thuresson, född 2 mars 1975, är en svensk TV-producent och manusförfattare som har producerat flera svenska humorprogram, bland annat Parlamentet, Time Out, Fredag hela veckan, Snacka om nyheter, Kontoret, Welcome to Sweden och Helt Perfekt i kanal 5 .